# Audacity
 (février 2024).
Audacity est un logiciel d'enregistrement de son numérique et d'édition de sources audionumériques sous différents formats (mp3, Wave, AIFF, Flac, Ogg...). Le logiciel est distribué sous licence libre sur Windows, MacOS et Linux. 
Audacity permet d'éditer (copier, coller, sectionner) des sons sur plusieurs pistes. L'utilisateur peut également améliorer et retoucher des enregistrements avec environ une quarantaine d'effets disponibles (modification de la vitesse et de la hauteur, normalisation audio, amplification, réduction de bruit...). Lorsqu'un projet Audacity est sauvegardé, il est transformé en fichier de format .aup3.

## Histoire
L'auteur d'Audacity est à l'origine Dominic Mazzoni, de l'université Carnegie. Lancé en 2000, le logiciel appartient à Muse Group depuis 2021.
En 2021, le logiciel a été racheté par Muse Group qui fait alors part de son intention de collecter les données des utilisateurs. Beaucoup sont contre ce changement pour des raisons de vie privée, mais aussi car ça ne respecte pas la licence GPL. En réponse, la communauté a réalisé des forks d’Audacity comme Tenacity, Sneedacity et Audacium. Muse Group abandonne ensuite son projet de télémétrie. Le 11 janvier 2023, Audacium indique la fin du projet et invite tout le monde à utiliser Tenacity,.

## Formats
- résolution : 16 bits, 24 bits, 32 bits, jusqu'à 96 kHz.
- en importation et en exportation : fichiers MP3, WAV, Ogg Vorbis, FLAC, AAC et AC3 via la bibliothèque FFmpeg.

Audacity permet également l'exportation de fichiers audio dans d'autres formats non compressés, comme le WMA, le AIFF ou encore le Au.

## Extensions
- Pour la version Linux, Linux Audio Developer's Simple Plugin API (LADSPA) et son successeur LV2
- Plug-ins VST (avec l'Audacity VST Enabler)

Conséquemment à l'expiration des brevets américains encadrant l'utilisation du format MP3, l'exportation vers ce format est devenue directe.

## Disponibilité
Audacity est disponible sur plusieurs plateformes, comme Windows, Mac OS, GNU/Linux et BSD, notamment grâce au recours à la boîte à outils wxWidgets pour générer son interface. 
Audacity est distribué sous la licence publique générale GNU.

## Fonctionnalités
Audacity permet notamment :
- d'éditer entièrement un fichier audio à l'aide d'outils intégrés ;
- de changer la hauteur ou la vitesse d'un morceau ;
- de s'enregistrer ou enregistrer le son de son ordinateur ;
- de transformer une voix ;
- d'enlever une bonne partie de la voix générale sur une chanson ;
- de filtrer certaines longueurs d'onde d'un son ;
- de pratiquer du databending sur des images, principalement des fichiers d'extensions de type .bmp ou .tiff.

## Culture populaire
Le film Paranormal Activity montre le personnage Micah utiliser Audacity pour écouter des phénomènes surnaturels qu'il enregistre.